# 蔡寨回族乡
蔡寨回族乡，是中华人民共和国河南省驻马店市西平县下辖的一个乡镇级行政单位。蔡寨回族乡轄區面積約爲19.77平方公里，人口密度約爲457人/平方公里。

## 歷史
元末時期，河南各地分別爆發不同程度的農民起義，駐馬店地區是主要戰場之一，導致當區的人口大量減少，土地大面積荒蕪；隨後明初政府強迫山西等人口相對較多的地方向河南等地移民，當中有不少回族子民遷至駐馬店地區。
据明万历三十六年（1608）《汝南志》记载，蔡姓人氏在此始居，建有寨墙围之，称西老寨。其后代有人考中状元，遂将村名改为蔡寨。
文化大革命期間，蔡寨清真寺停止活動及被佔用，直至1979年宗教政策被落實才陸續開放，恢復了正常的宗教活動。

## 相關政策
在2024年11月22日，西平縣蔡寨回族鄉展開「反對浪費·崇尚節約」主題活動，打擊食物浪費。

## 行政区划
蔡寨回族乡下辖以下地区：
蔡寨村、冯老庄村、冯张庄村、寺后郭村、崔庄村和肖洼村。

## 鄰近的歷史建築
- 蔡寨清真寺(又稱徐庄清真寺）